# Tatra 17
Der Tatra 17 war der Nachfolger des PKW-Typs 10, den das Tatrawerk in Nesselsdorf 1925 herausbrachte.

## Beschreibung
Das Fahrzeug hatte einen wassergekühlten Sechszylinder-OHC-Reihenmotor mit 1930 cm³ Hubraum mit 64 mm Bohrung und 100 mm Hub und leistete 35 PS (26 kW) bis 40 PS (29 kW). Dieser neue Blockmotor mit Nockenwellenantrieb durch Königswelle hatte einen Zylinderkopf aus Leichtmetall und als erster Tatra eine Batteriezündung. Die erreichbare Höchstgeschwindigkeit des 1130 kg schweren Wagens lag bei 100 km/h. Er war erstmals mit Vierradbremsen ausgestattet. Es gab unterschiedliche 4-sitzige, meist sportlich-offene Aufbauten. Die Bereifung hatte einen Durchmesser von 775 mm bei einer Breite von 145 mm. Der Tank hatte eine Kapazität von 70 Litern. Bis zum 25. September 1926 entstanden 205 Fahrzeuge.
Danach fertigte man Fahrzeuge mit auf 2309 cm³ vergrößertem Motor, der 40 PS (29 kW) Leistung entwickelte.
Nachfolger des Tatra 17 war ab 1926 der Typ 31.